# 1995 en science
| Années de la science : 1992 - 1993 - 1994 - 1995 - 1996 - 1997 - 1998    |
| Décennies de la science : 1960 - 1970 - 1980 - 1990 - 2000 - 2010 - 2020 |

Cet article présente les faits marquants de l'année 1995 en science.

## Évènements
- 23 janvier : découverte de la mandibule d'Abel, fossile d'Australopithecus bahrelghazali, au Tchad, par l'équipe de Michel Brunet[1]. Elle est publiée dans Nature le 16 novembre.

- 3 février : pour la première fois dans l'histoire de la conquête spatiale, une navette est pilotée par une femme, Eileen M. Collins[2].

- 2 mars : les équipes des expériences CDF et DØ du Tevatron au Fermilab annoncent la découverte du quark top[3].
- 14 mars : le physicien mathématicien américain Edward Witten énonce sa théorie M unifiant ainsi les cinq théories des cordes déjà existantes lors d'une conférence donnée à l'université de Californie du Sud[4].

- 27 avril : le système GPS est déclaré pleinement opérationnel[5].

- 5 juin : Carl Wieman et Eric Cornell à Boulder aux États-Unis obtiennent un condensat de Bose-Einstein[6].

- 28 juillet : publication du premier génome complet d'un organisme vivant, la bactérie Haemophilus influenzae[7].

- 6 octobre : les astronomes suisses Michel Mayor et Didier Queloz annoncent à Florence la découverte d'exoplanètes gravitant autour de 51 Pegasi[8].

- 2 décembre : lancement du satellite artificiel SoHO chargé de l'observation du Soleil[9].
- 27 décembre : Marek Kamiński est le premier homme à atteindre les deux pôles la même année (23 mai avec Wojciech Moskal au Pôle Nord ; 27 décembre Pôle Sud)[10].

- Le psychologue canadien Endel Tulving propose le modèle structural SPI (Sériel Parallèle Indépendant) de la mémoire distinguant les mémoires procédurale, perceptive, à court terme, sémantique et épisodique[11].

## Publications
- Alain Prochiantz : La Biologie dans le boudoir, Éditions Odile Jacob (1995)

## Prix
- Prix Nobel

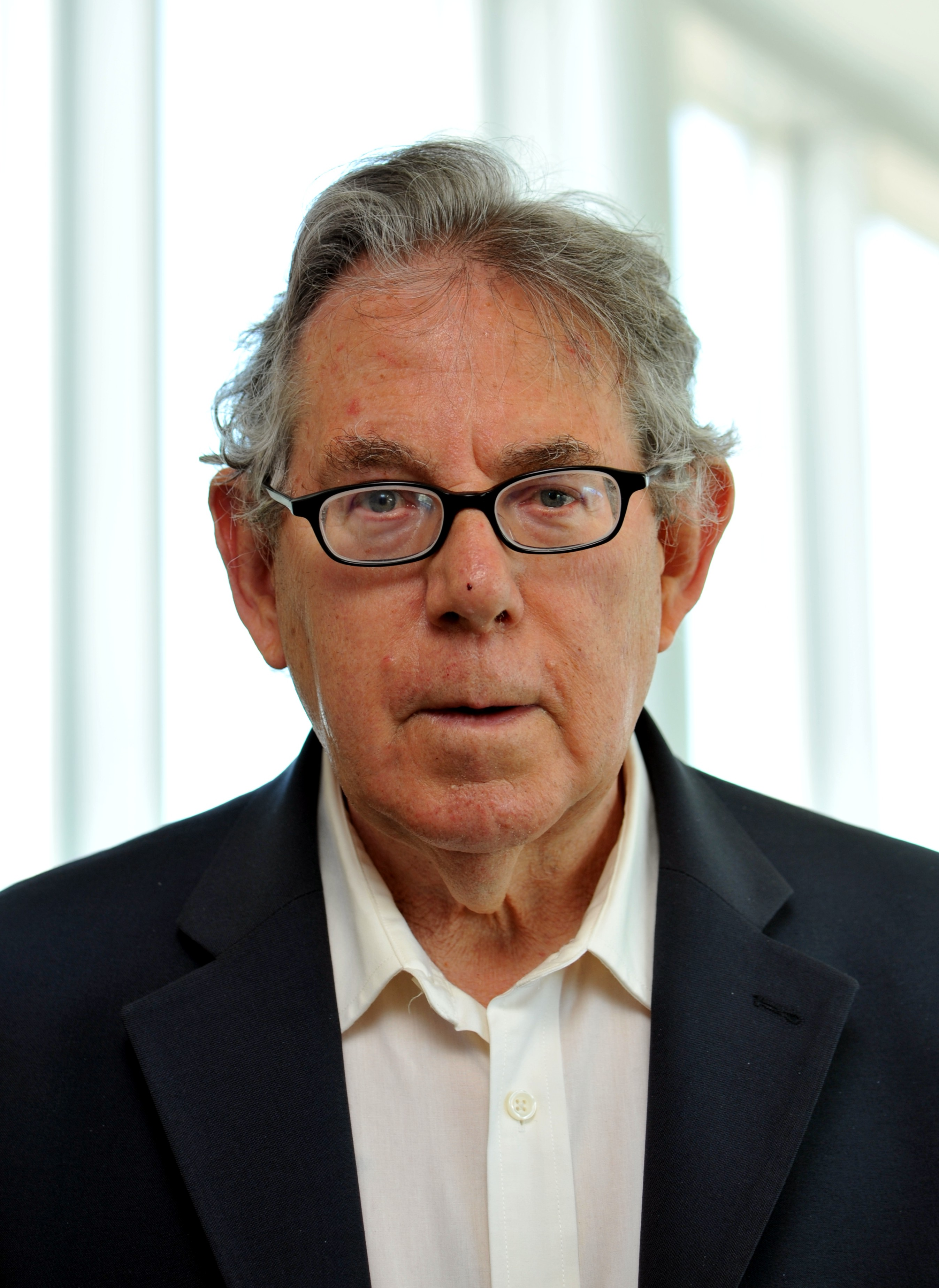
Paul Josef Crutzen

  - Prix Nobel de physiologie ou médecine : Christiane Nüsslein-Volhard (Allemande), Edward B. Lewis (Américain), Eric F. Wieschaus (Américain)
  - Prix Nobel de physique : Martin Lewis Perl (Américain), Frederick Reines (Américain)
  - Prix Nobel de chimie : Paul Josef Crutzen (Néerlandais), Mario J. Molina (Américain né au Mexique), F. Sherwood Rowland (Américain)

- Prix Lasker
  - Prix Albert-Lasker pour la recherche médicale fondamentale : Peter Doherty, Jack Strominger, Emil Unanue (en), Don Craig Wiley, Rolf Zinkernagel
  - Prix Albert-Lasker pour la recherche médicale clinique : Barry Marshall

- Médailles de la Royal Society
  - Médaille Copley : Frank Fenner
  - Médaille Davy : Malcolm Green
  - Médaille Gabor : David Hopwood
  - Médaille Hughes : David Shoenberg
  - Médaille royale : Donald Metcalf, Paul M. Nurse, Robert Williams

- Médailles de la Geological Society of London
  - Médaille Lyell : Keith O'Nions
  - Médaille Murchison : Ian Stuart Edward Carmichael
  - Médaille Wollaston : George Patrick Leonard Walker

- Prix Armand-Frappier : Louis Berlinguet
- Prix Jules-Janssen (astronomie) : François Roddier
- Médaille Bruce (Astronomie) : James Peebles
- Médaille Linnéenne : Max Walters et John Maynard Smith
- Prix Turing en informatique : Manuel Blum (Américain)
- Médaille d'or du CNRS : Claude Hagège

## Décès

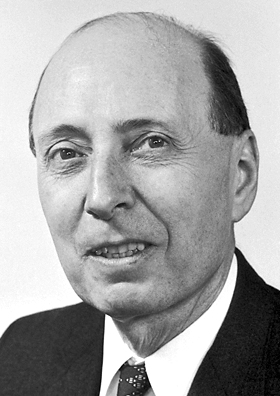
Eugene Wigner

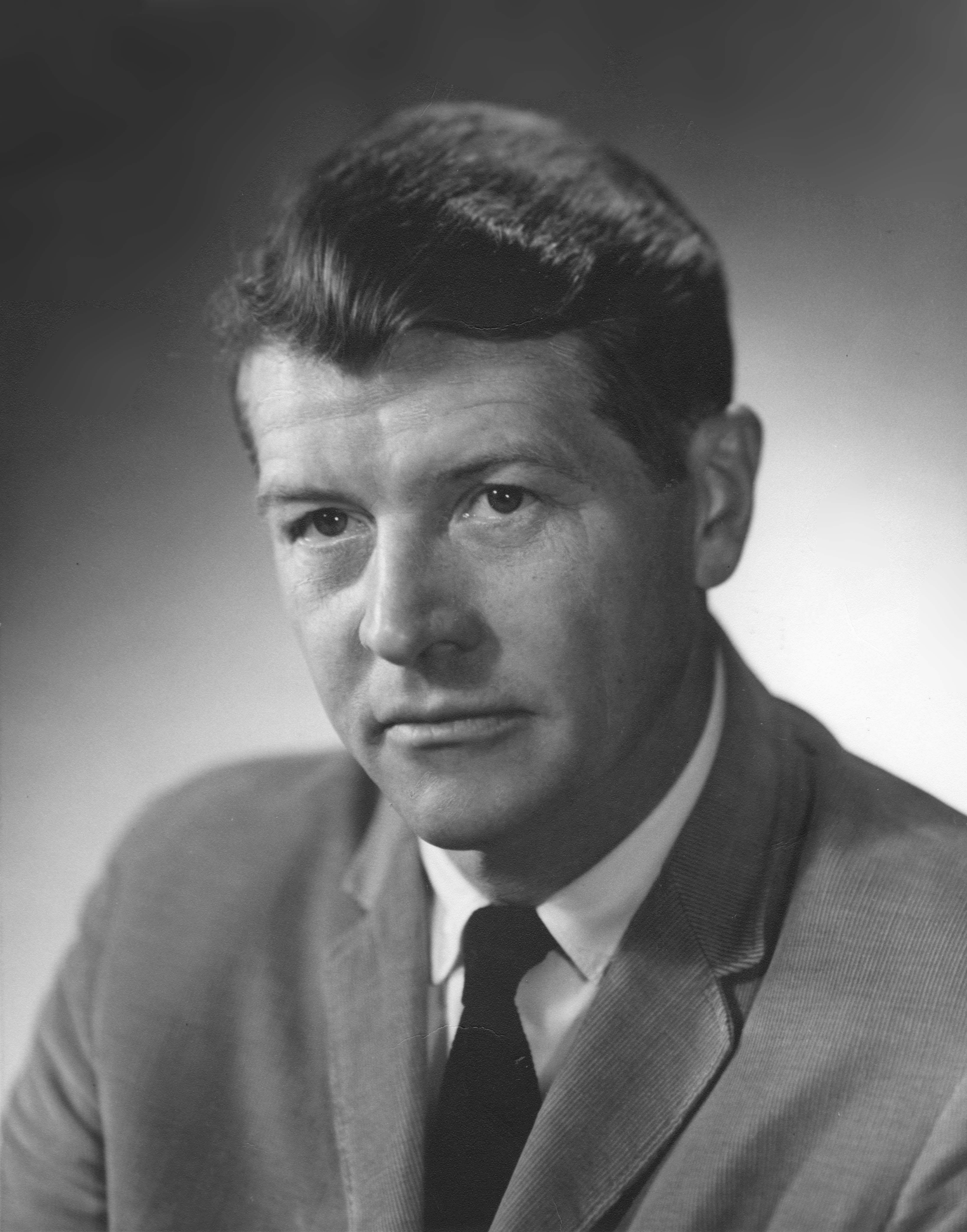
Christian Boehmer Anfinsen

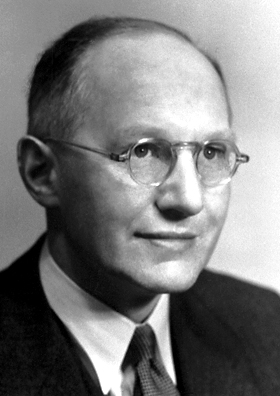
Ernest Walton

### Janvier
- 1er janvier : Eugene Wigner (né en 1902), physicien théoricien hongro-américain, prix Nobel de physique en 1963.
- 2 janvier : Miquel Tarradell (né en 1921), historien et archéologue espagnol.
- 18 janvier : Adolf Friedrich Johann Butenandt (né en 1903), biochimiste allemand.

### Février
- 7 février : Massimo Pallottino (né en 1909), historien et archéologue italien.
- 24 février : Antoine Bonte (né en 1908), géologue français.

### Mars
- 3 mars : Peter Humphry Greenwood (né en 1927), ichtyologiste britannique.
- 14 mars : William Fowler (né en 1911), astrophysicien américain, prix Nobel de physique en 1983.
- 22 mars : Huang Jiqing (né en 1904), géologue chinois.
- 27 mars : Jean Largeault (né en 1930), philosophe et logicien français, spécialiste de philosophie des mathématiques et défenseur de la logique intuitionniste.
- 30 mars : John Lighton Synge (né en 1897), mathématicien et physicien Irlandais.

### Avril
- 2 avril : Hannes Alfven (né en 1908), astrophysicien suédois, prix Nobel de physique en 1970.

### Mai
- 13 mai : Wang Hao (né en 1921), logicien, philosophe et mathématicien sino-américain.
- 14 mai : Christian Boehmer Anfinsen (né en 1916), chimiste et biochimiste américain, prix Nobel de chimie en 1972.
- 18 mai : Peter van de Kamp (né en 1901), astronome néerlandais.

### Juin
- 3 juin : John Eckert (né en 1919), ingénieur américain, coinventeur de l'ENIAC.
- 15 juin : John Vincent Atanasoff (né en 1903), physicien, mathématicien et ingénieur américain d'origine bulgare.
- 23 juin :
  - Carlo Pietrangeli (né en 1912), archéologue italien.
  - Jonas Salk (né en 1914), biologiste américain.
- 25 juin : Ernest Walton (né en 1903), physicien irlandais, prix Nobel de physique en 1951.
- 30 juin : Gueorgui Beregovoï (né en 1921), cosmonaute soviétique.

### Juillet
- 18 juillet : John Weakland (né en 1919), anthropologue et thérapeute américain.
- 20 juillet : Cesare Emiliani (né en 1922), scientifique et géologue américain d'origine  italienne.

### Août
- 10 août : Florestan Fernandes (né en 1920), sociologue et homme politique brésilien.
- 16 août : Thomas Brooke Benjamin (né en 1928), mathématicien et physicien britannique.
- 18 août : Julio Caro Baroja (né en 1914), anthropologue, historien, linguiste et essayiste espagnol.
- 21 août : Subrahmanyan Chandrasekhar (né en 1910), astrophysicien et mathématicien américain d'origine indienne, prix Nobel de physique en 1983.
- 28 août : Gyula Strommer (né en 1920), mathématicien et astronome hongrois.

### Septembre
- 9 septembre :
  - Reinhard Furrer (né en 1940), spationaute allemand.
  - Benjamin Mazar (né en 1906), historien et archéologue israélien.
- 11 septembre : Georges Canguilhem (né en 1904), philosophe et médecin français.
- 19 septembre : Rudolf Peierls (né en 1907), physicien théoricien allemand.
- 23 septembre : Albrecht Unsöld (né en 1905), astrophysicien allemand.

### Octobre
- 4 octobre : Paul Westmacott Richards (né en 1908), botaniste et écologue britannique.
- 7 octobre : Gérard de Vaucouleurs (né en 1918), astronome franco-américain.
- 30 octobre : David Schneider (né en 1918), anthropologue américain.

### Novembre
- 13 novembre : Arthur Dale Trendall (né en 1909), historien de l'art et archéologue néo-zélandais.
- 20 novembre : Robin Gandy (né en 1919), mathématicien et logicien britannique.
- 22 novembre : Yves Lecerf (né en 1932), logicien, ethnométhodologue et anthropologue français.

### Décembre
- 2 décembre : Maria Telkes (née en 1900), biophysicienne hongroise ayant travaillé toute sa carrière aux États-Unis.
- 9 décembre : Louis-René Nougier (né en 1912), universitaire et préhistorien français.
- 15 décembre : Miroslav Katětov (né en 1918), mathématicien, topologue et maître international du jeu d'échecs tchécoslovaque.
- 18 décembre : Konrad Zuse (né en 1910), ingénieur allemand.